# 上布罗德

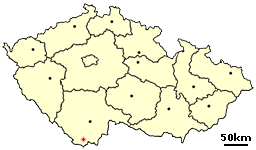
上布罗德在捷克的位置

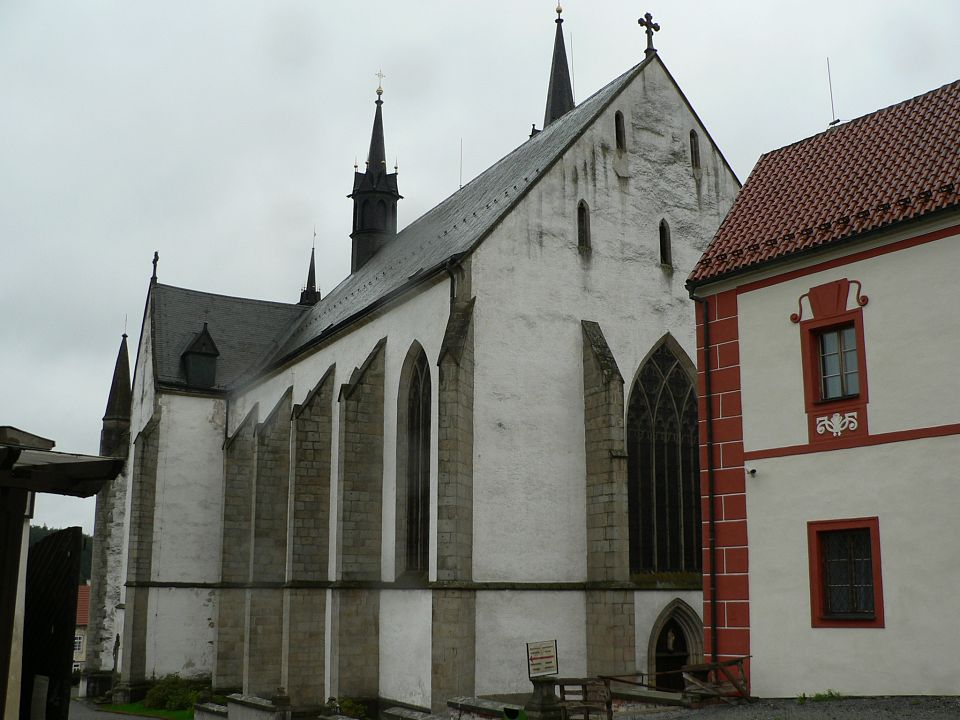
修道院教堂

上布罗德（捷克語：Vyšší Brod）是捷克南波希米亚州的一个镇。它拥有大约2600名居民，它是捷克共和国最南端的市。此处的上布罗德修道院，是非常重要的历史里程碑。